# Ministrstvo za notranje zadeve Republike Slovenije
Ministrstvo za notranje zadeve Republike Slovenije je ministrstvo Republike Slovenije, ki je odgovorno za ohranjanje javne varnosti in policije, upravnih notranjih zadev in migracij v Sloveniji. 
Ministrstvo vodi minister za notranje zadeve Republike Slovenije; trenutno položaj zaseda Boštjan Poklukar.

## Organizacija
Notranje službe
- Služba za notranjo revizijo Ministrstva za notranje zadeve Republike Slovenije
- Služba za evropske zadeve in mednarodno sodelovanje Ministrstva za notranje zadeve Republike Slovenije
- Služba za odnose z javnostmi Ministrstva za notranje zadeve Republike Slovenije
- Direktorat za upravne notranje zadeve Republike Slovenije
- Direktorat za policijo in druge varnostne naloge Republike Slovenije
- Sekretariat Ministrstva za notranje zadeve Republike Slovenije
- Kabinet ministra za notranje zadeve Republike Slovenije

Organi
- Inšpektorat Republike Slovenije za notranje zadeve
- Policija